# Salicylate
Als Salicylate bezeichnet man Salze und Ester der Salicylsäure (Salicylsäureester).
Wichtige Salicylate sind Cholinsalicylat, Ethylsalicylat, Methylsalicylat und Natriumsalicylat.